# Clubiona crouxi
Clubiona crouxi là một loài nhện trong họ Clubionidae.
Loài này thuộc chi Clubiona. Clubiona crouxi được Lodovico di Caporiacco miêu tả năm 1935.